# آناتولی تروبین
آناتولی تروبین (اوکراینی: Анатолій Володимирович Трубін؛ زادهٔ ۱ اوت ۲۰۰۱) بازیکن فوتبال اهل اوکراین است که برای باشگاه فوتبال بنفیکا بازی می‌کند.